# Robert Hausmann
Robert Hausmann, född 13 augusti 1852 i Rottleberode, död 18 januari 1909 i Wien, var en tysk cellist.
Hausmann utbildade sig i Berlin och hos Carlo Alfredo Piatti i London, blev 1876 lärare vid Berlins musikhögskola och 1879 medlem av Joseph Joachims stråkkvartett samt erhöll 1884 professors titel. På konsertresor och i sin övriga verksamhet vann han ett namn som framstående cellist.